# Charadrius aquilonius
Charadrius aquilonius ("nordlig maoripipare", officiellt svenskt trivialnamn saknas) är en fågel i familjen pipare inom ordningen vadarfåglar.

## Utbredning och systematik
Fågeln förekommer enbart på Nordön i Nya Zeeland. Den betraktas i allmänhet som underart till maoripipare, men har getts artstatus av Birdlife International och IUCN. Maoripiparen har förenats i snednäbbens släkte Anarhynchus efter genetiska studier, men Birdlife International IUCN behåller än så länge maoripiparen i Charadrius.

## Status
IUCN kategoriserar den som livskraftig.